# Chiknayakanhalli
Chiknayakanhalli è una città dell'India di 22.360 abitanti, situata nel distretto di Tumkur, nello stato federato del Karnataka. In base al numero di abitanti la città rientra nella classe III (da 20.000 a 49.999 persone).

## Geografia fisica
La città è situata a 13° 25' 2 N e 76° 37' 22 E e ha un'altitudine di 803 m s.l.m..

## Società

### Evoluzione demografica
Al censimento del 2001 la popolazione di Chiknayakanhalli assommava a 22.360 persone, delle quali 11.195 maschi e 11.165 femmine. I bambini di età inferiore o uguale ai sei anni assommavano a 2.405, dei quali 1.214 maschi e 1.191 femmine. Infine, coloro che erano in grado di saper almeno leggere e scrivere erano 15.655, dei quali 8.548 maschi e 7.107 femmine.